# George Henry Chapman
Pour les articles homonymes, voir Chapman.
George Henry Chapman (22 novembre 1832 - 16 juin 1882) est un marin américain, rédacteur en chef d'un journal, avocat, et soldat. Il sert dans la Marine des États-Unis au cours de la guerre américano-mexicaine et comme général de l'armée de l'Union au cours de la guerre de Sécession. Plus tard dans la vie, il est juge et législateur d'État.

## Avant la guerre
Chapman naît à Holland, dans le Massachusetts, en 1832. À l'âge de six ans, Chapman et sa famille partent pour l'Indiana. Son père et son oncle publient des journaux à Terre Haute, puis à Indianapolis, y compris l'Indiana State Sentinel, un journal pro-démocrate. Chapman étudie ensuite au séminaire du comté de Marion.
En 1847, Chapman est nommé dans l'US Navy comme un aspirant de marine. Il sert sur les frégates Cumberland et Constitution jusqu'en 1850, quand il démissionne à la suite de la mort de son oncle. Ensuite, il a une courte carrière dans une affaire commerciale, et par la suite, il étudie le droit. Chapman est admis au barreau en 1857. À partir de 1854-55, il édite et publie son propre journal, appelé Indiana Republican. Il devient greffier adjoint de la Chambre des Représentants des États-Unis dans les années 1860.

## Guerre de Sécession
Au début de la guerre de Sécession, en 1861, il démissionne de son poste de greffier pour s'engager dans l'armée de l'Union. Le 2 novembre, il est nommé commandant du 3rd Indiana Cavalry. Chapman commande brièvement une division de cavalerie de l'armée de l'Ohio en mai de l'année suivante. Transféré dans l'infanterie, il commande une brigade de l'armée du Potomac jusqu'au 27 juin 1862.

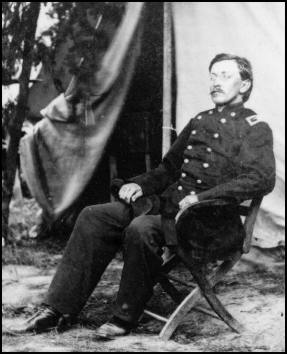
Chapman en tant que colonel de l'armée de l'Union.

Chapman est promu lieutenant-colonel le 25 octobre 1862. Il combat lors de la seconde bataille de Bull Run en août, de la bataille d'Antietam, en septembre, et de la bataille de Fredericksburg, en décembre. Le 12 mars 1863, Chapman est promu colonel, et en mai participe à la bataille de Chancellorsville.
Retournant dans la cavalerie, Chapman conduit son régiment pendant la bataille de Gettysburg, en juillet 1863. Là, son commandement fait partie de la brigade du colonel Thomas C. Devin, et est remarqué comme les premiers soldats de l'Union à engager les forces confédérées approchant de Gettysburg via la route de Cashtown. Peu de temps après la bataille, Chapman reçoit le commandement d'une brigade dans la cavalerie de l'armée du Potomac jusqu'en mars 1864.
Chapman participe aux campagnes de la vallée de 1864 contre les forces confédérées du lieutenant général Jubal Early, qui s'étendent de mai à octobre. Il est promu brigadier général le 21 juillet. Chapman dirige une brigade de cavalerie dans l'armée de la Shenandoah de l'Union du 6 août jusqu'au 19 septembre, quand il est blessé au cours de la troisième bataille de Winchester. Ayant récupéré le mois suivant, Chapman reprend la tête d'une brigade de cavalerie de la vallée de Shenandoah.

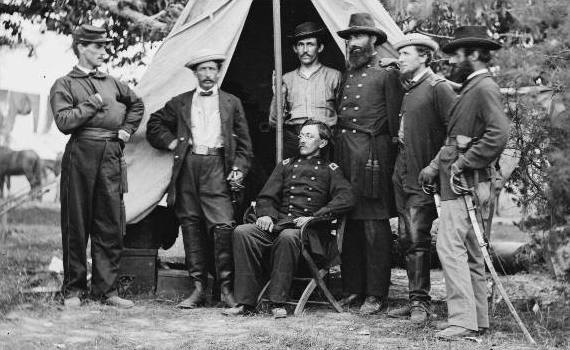
Chapman (assis) et son état-major pendant la guerre de Sécession.

À compter du 5 janvier 1865, Chapman mène une division de cavalerie de l'armée de la Shenandoah. Après la bataille de Waynesboro, Virginie le 2 mars, il reçoit l'ordre de rester dans la vallée de Shenandoah, tandis que le reste des forces de l'Union part pour Petersburg, en Virginie. Chapman a maintenant avec lui trois petits régiments et quelques pièces d'artillerie pour tenir la vallée. Près de la fin de la guerre, il est breveté major-général dans l'armée de l'Union, le 13 mars, en reconnaissance de sa performance à Winchester, en septembre 1864. À compter du 19 avril 1865, il reçoit le commandement de la division de cavalerie affectée à Washington, DC

## Après la guerre
Après la guerre, Chapman, sert pendant deux mois dans une cour martiale. Sa carrière militaire prend fin avec sa démission le 7 janvier 1866. Il sert ensuite en tant que juge de la cour criminelle du comté de Marion, Indiana, pendant cinq ans. Il sert également en tant qu'administrateur judiciaire pour deux compagnies de chemins de fer en difficulté financière pendant les années 1870. Il sert ensuite en tant que législateur d'État au sénat de l'Indiana, après avoir été élu au sénat en 1880. En juin 1882, il meurt près d'Indianapolis, dans l'Indiana, et est enterré dans le cimetière de Crown Hill situé à Indianapolis.